# Saint Michael (Barbade)
Saint-Michael est l'une des onze paroisses de la Barbade.
C'est dans cette paroisse que se trouve la capitale du pays, Bridgetown.

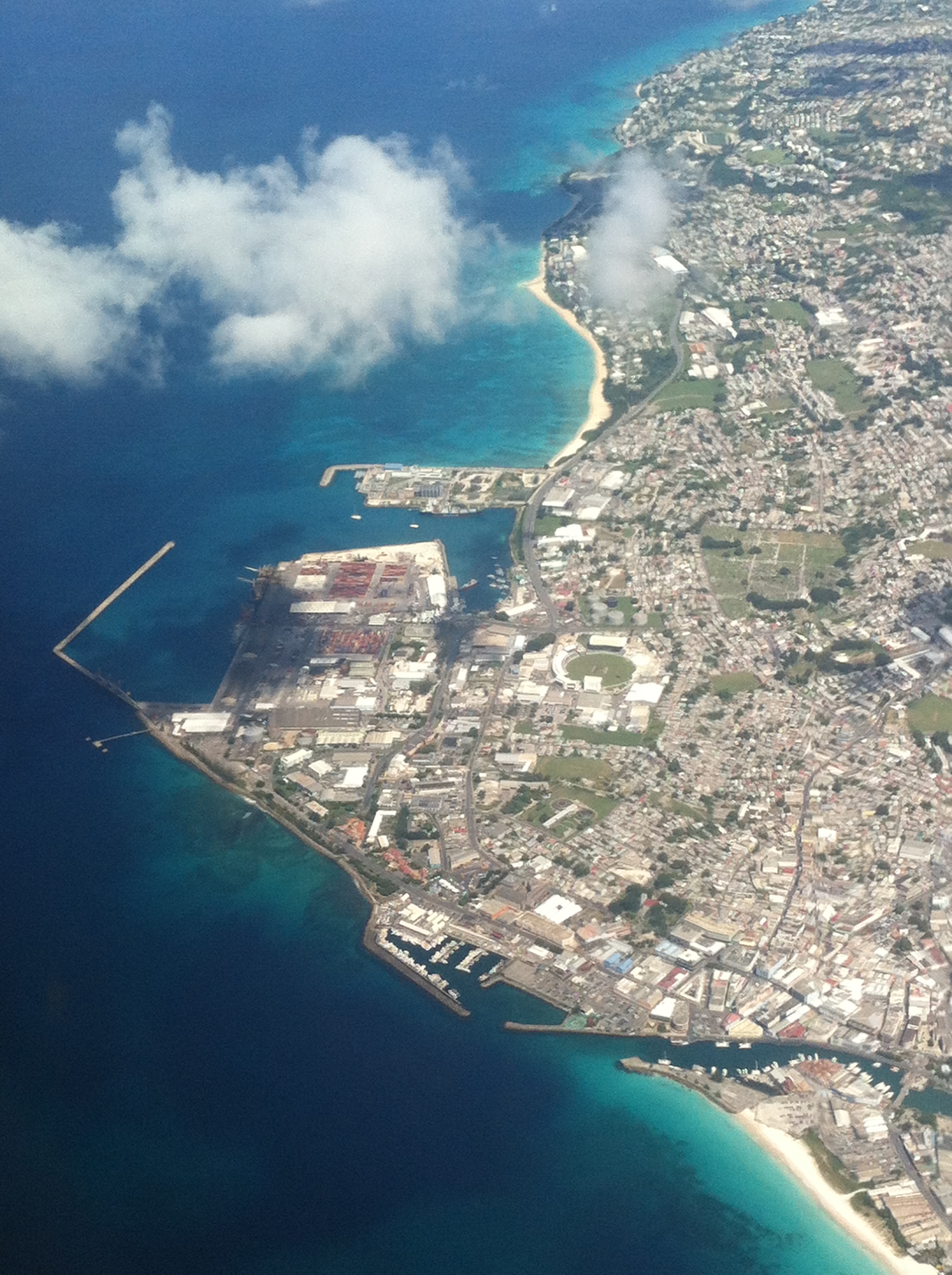
Vue aérienne de Bridgetown

## Personnalités liées à la paroisse
- Rihanna
- Clyde Walcott
- Everton Weekes
- Frank Worrell
- Marsha K. Caddle
- George Lamming